# Calendario internazionale femminile UCI 2008
Il calendario internazionale femminile UCI 2008 raggruppava le competizioni femminili di ciclismo su strada organizzate dall'Unione Ciclistica Internazionale per la stagione 2008.
Composto da 69 prove, iniziò il 6 gennaio con la Copa América de Ciclismo e si concluse il 9 novembre con la prova in linea dei Campionati africani. Erano incluse nel calendario anche le prove della Coppa del mondo femminile, le gare dei campionati continentali, le due gare del Campionato del mondo a Varese, come anche le due gare su strada dei Giochi olimpici a Pechino.

## Gare

### Gennaio
| Data | Prova                    | Cat. | Vincitrice               | Squadra              |
| ---- | ------------------------ | ---- | ------------------------ | -------------------- |
| 6    | Copa América de Ciclismo | 1.2  | Uenia Fernandes da Souza | Chirio-Forno d'Asolo |

### Febbraio
| Data  | Prova                       | Cat. | Vincitrice           | Squadra                            |
| ----- | --------------------------- | ---- | -------------------- | ---------------------------------- |
| 21-22 | Geelong Tour                | 2.2  | Christiane Soeder    | Cervélo-Lifeforce Pro Cycling Team |
| 24    | Geelong World Cup           | CDM  | Katheryn Curi Mattis | Webcor Builders Cycling Team       |
| 24-28 | Women's Tour of New Zealand | 2.2  | Kristin Armstrong    | Cervélo-Lifeforce Pro Cycling Team |

### Marzo
| Data | Prova                                    | Cat. | Vincitrice        | Squadra                            |
| ---- | ---------------------------------------- | ---- | ----------------- | ---------------------------------- |
| 8    | Gran Premio Brissago                     | 1.2  | Nicole Brändli    | Bigla Cycling Team                 |
| 9    | Gran Premio Comune di Cornaredo          | 1.2  | Andrea Graus      | Bigla Cycling Team                 |
| 16   | Omloop Het Volk                          | 1.2  | Kirsten Wild      | AA-Drink Cycling Team              |
| 24   | Trofeo Alfredo Binda-Comune di Cittiglio | CDM  | Emma Pooley       | Team Specialized Designs for Women |
| 29   | GP Montescudaio-Riparbella               | 1.2  | Kristin Armstrong | Cervélo-Lifeforce Pro Cycling Team |
| 30   | GP Santa Luce e Castellina Marittima     | 1.2  | Noemi Cantele     | Bigla Cycling Team                 |
| 30   | Klasyczny-Naleczow                       | 1.2  | Katarzyna Barczyk | Primus                             |

### Aprile
| Data  | Prova                               | Cat. | Vincitrice            | Squadra                            |
| ----- | ----------------------------------- | ---- | --------------------- | ---------------------------------- |
| 6     | Giro delle Fiandre                  | CDM  | Judith Arndt          | Team High Road Women               |
| 7     | Gran Prix International Dottignies  | 1.2  | Marianne Vos          | DSB Bank-Nederland Bloeit          |
| 10    | Drentse 8 van Dwingeloo             | 1.1  | Ina-Yoko Teutenberg   | Team High Road Women               |
| 11-13 | Wyscig Etapowy-Zamosc               | 2.2  | Maja Włoszczowska     |                                    |
| 12    | Unive Ronde van Drenthe             | CDM  | Chantal Beltman       | Team High Road Women               |
| 13    | Novilon Eurocup Ronde van Drenthe   | 1.1  | Kristin Armstrong     | Cervélo-Lifeforce Pro Cycling Team |
| 15    | Campionati asiatici - Cronometro    | CC   | Li Meifang            | Cina                               |
| 16    | Campionati asiatici - In linea      | CC   | Min Gao               | Cina                               |
| 19    | Ronde van Gelderland                | 1.2  | Anne Samplonius       |                                    |
| 20    | Trofeo Ciudad de Sevilla            | 1.2  | Silvia Tirado Marquez |                                    |
| 23    | Freccia Vallone femminile           | CDM  | Marianne Vos          | DSB Bank-Nederland Bloeit          |
| 25    | Tour of Chongming Island Time Trial | 1.2  | Li Meifang            | Giant Pro Cycling                  |
| 25    | Gran Premio della Liberazione       | 1.2  | Regina Schleicher     | Equipe Nürnberger Versicherung     |
| 26    | Omloop van Borsele WE               | 1.2  | Kirsten Wild          | AA-Drink Cycling Team              |
| 26    | Grand Prix Elsy Jacobs              | 1.1  | Monia Baccaille       | Team Fenixs                        |
| 26-29 | Tour of Chongming Island            | 2.1  | Li Meifang            | Giant Pro Cycling                  |
| 27    | Grote Prijs Stad Roeselare          | 1.2  | Loes Markerink        | Team Flexpoint                     |

### Maggio
| Data  | Prova                                           | Cat. | Vincitrice                    | Squadra                             |
| ----- | ----------------------------------------------- | ---- | ----------------------------- | ----------------------------------- |
| 1-4   | Gracia-Orlová                                   | 2.2  | Marianne Vos                  | DSB Bank-Nederland Bloeit           |
| 2     | Grand Prix de Suisse-Souvenir Magali Pache      | 1.1  | Christiane Soeder             | Cervélo-Lifeforce Pro Cycling Team  |
| 3     | Majowy Wyścig Klasyczny-Lublin                  | 1.2  | Joanna Ignasiak               | Pol-Aqua                            |
| 3     | Clasico Aniversario de la Federacion Venezolana | 1.2  | Angee Gonzalez                |                                     |
| 4     | Copa Federacion Venezolana                      | 1.2  | Karelia Judith Machado Jaimes |                                     |
| 4     | Berner Rundfahrt                                | CDM  | Susanne Ljungskog             | Menikini-Selle Italia-Master Colors |
| 9     | Campionati panamericani - Cronometro            | CC   | Ana Paola Madriñan            | Colombia                            |
| 11    | Campionati panamericani - In linea              | CC   | Yumari González               | Cuba                                |
| 13-18 | Mount Hood Cycling Classic                      | 2.2  | Julie Beveridge               |                                     |
| 15    | Grand Prix de Santa Ana                         | 1.1  | Susanne Ljungskog             | Menikini-Selle Italia-Master Colors |
| 16-21 | Vuelta Ciclista Femenina a El Salvador          | 2.2  | Tetjana Stjažkina             | Chirio-Forno d'Asolo                |
| 16-25 | Tour de l'Aude cycliste féminin                 | 2.2  | Susanne Ljungskog             | Menikini-Selle Italia-Master Colors |
| 22-24 | Tour de Pologne Féminin                         | 2.2  | Sara Mustonen                 | CMax-Dilà                           |
| 23-25 | Vuelta a Occidente                              | 2.2  | Marianne Vos                  | DSB Bank-Nederland Bloeit           |
| 25    | Tour de Leelanau                                | 1.2  | Anne Samplonius               |                                     |
| 31    | Coupe du Monde Cycliste Féminine de Montréal    | CDM  | Judith Arndt                  | Team High Road Women                |

### Giugno
| Data  | Prova                                      | Cat. | Vincitrice           | Squadra                             |
| ----- | ------------------------------------------ | ---- | -------------------- | ----------------------------------- |
| 2-5   | Tour du Grand Montréal                     | 2.1  | Judith Arndt         | Team High Road Women                |
| 7     | Omloop door Middag-Humsterland             | 1.2  | Vera Koedooder       | Lotto-Belisol Ladiesteam            |
| 8     | Commerce Bank Liberty Classic              | 1.1  | Chantal Beltman      | Team High Road Women                |
| 8     | Kasseien Omloop Exloo                      | 1.2  | Kirsten Wild         | AA-Drink Cycling Team               |
| 8-12  | Tour de Prince Edward Island               | 2.2  | Kori Kelley Seehafer | Menikini-Selle Italia-Master Colors |
| 12-15 | Iurreta-Emakumeen Bira                     | 2.1  | Marianne Vos         | DSB Bank-Nederland Bloeit           |
| 17-22 | Grande Boucle Féminine Internationale      | 2.1  | Christiane Soeder    | Cervélo-Lifeforce Pro Cycling Team  |
| 19-21 | Ster Zeeuwsche Eilanden                    | 2.2  | Ina-Yoko Teutenberg  | Team High Road Women                |
| 20-22 | Giro del Trentino Internazionale Femminile | 2.1  | Fabiana Luperini     | Menikini-Selle Italia-Master Colors |

### Luglio
| Data  | Prova                                    | Cat. | Vincitrice                         | Squadra                             |
| ----- | ---------------------------------------- | ---- | ---------------------------------- | ----------------------------------- |
| 3     | Campionati europei - Cronometro Under-23 | CC   | Ellen van Dijk                     | Paesi Bassi                         |
| 5     | Campionati europei - In linea Under-23   | CC   | Rasa Leleivyte                     | Lituania                            |
| 5-13  | Giro Donne                               | 2.1  | Fabiana Luperini                   | Menikini-Selle Italia-Master Colors |
| 10-13 | Tour de Feminin-GP Krásná Lípa           | 2.2  | Angela Hennig                      | DSB Bank-Nederland Bloeit           |
| 17-20 | Tour de Bretagne Féminin                 | 2.2  | Emma Pooley                        | Team Specialized Designs for Women  |
| 19    | Gran Premio di Cento-Carnevale d'Europa  | 1.2  | Diana Žiliūtė                      | Safi-Pasta Zara-Manhattan           |
| 22-27 | Thüringen Rundfahrt der Frauen           | 2.1  | Judith Arndt                       | Team High Road Women                |
| 24-27 | Tour Féminin en Limousin                 | 2.2  | Natal'ja Bojarskaja                | Team Fenixs                         |
| 30    | Open de Suède Vargarda TTT               | CDM  | Cervélo-Lifeforce Pro Cycling Team | Cervélo-Lifeforce Pro Cycling Team  |

### Agosto
| Data  | Prova                         | Cat. | Vincitrice           | Squadra                             |
| ----- | ----------------------------- | ---- | -------------------- | ----------------------------------- |
| 1     | Open de Suède Vargarda        | CDM  | Kori Kelley Seehafer | Menikini-Selle Italia-Master Colors |
| 3     | Sparkassen Giro Bochum        | 1.1  | Suzanne de Goede     | Equipe Nürnberger Versicherung      |
| 8     | Holland Hills Classic         | 1.2  | Larissa Kleinmann    | Equipe Nürnberger Versicherung      |
| 10    | Giochi olimpici - In linea    | JO   | Nicole Cooke         | Gran Bretagna                       |
| 10-17 | Route de France               | 2.1  | Luise Keller         | Team Columbia Women                 |
| 13    | Giochi olimpici - Cronometro  | JO   | Kristin Armstrong    | Stati Uniti                         |
| 22-24 | Albstadt-Frauen-Etappenrennen | 2.2  | Trixi Worrack        | Equipe Nürnberger Versicherung      |
| 24    | Grand Prix de Plouay          | CDM  | Fabiana Luperini     | Menikini-Selle Italia-Master Colors |
| 26-30 | Trophée d'Or féminin          | 2.2  | Emma Johansson       | AA-Drink Cycling Team               |

### Settembre
| Data  | Prova                                                | Cat. | Vincitrice       | Squadra                            |
| ----- | ---------------------------------------------------- | ---- | ---------------- | ---------------------------------- |
| 2-7   | Holland Ladies Tour                                  | 2.2  | Charlotte Becker | Equipe Nürnberger Versicherung     |
| 7     | Züri Metzgete                                        | 1.1  | Giorgia Bronzini | Titanedi-Frezza-Acca Due O         |
| 7     | Memorial Davide Fardelli                             | 1.2  | Karin Thürig     | Cervélo-Lifeforce Pro Cycling Team |
| 9-13  | Tour Cycliste Féminin International de l'Ardèche     | 2.2  | Amber Neben      | Team Flexpoint                     |
| 17    | Chrono Champenois                                    | 1.1  | Karin Thürig     | Cervélo-Lifeforce Pro Cycling Team |
| 17    | Rund um die Nürnberger Altstadt                      | CDM  | Amber Neben      | Team Flexpoint                     |
| 16-21 | Giro della Toscana Femminile-Memorial Michela Fanini | 2.1  | Judith Arndt     | Team Columbia Women                |
| 24    | Campionati del mondo - Cronometro                    | CM   | Amber Neben      | Stati Uniti                        |
| 27    | Campionati del mondo - In linea                      | CM   | Nicole Cooke     | Gran Bretagna                      |
| 28    | Grand Prix de France                                 | 1.2  | Ludivine Henrion | AA-Drink Cycling Team              |

### Ottobre
| Data | Prova                                    | Cat. | Vincitrice        | Squadra        |
| ---- | ---------------------------------------- | ---- | ----------------- | -------------- |
| 17   | Chrono des Nations - Les Herbiers Vendée | 1.1  | Susanne Ljungskog | Team Flexpoint |

### Novembre
| Data | Prova                            | Cat. | Vincitrice            | Squadra   |
| ---- | -------------------------------- | ---- | --------------------- | --------- |
| 7    | Campionati africani - Cronometro | CC   | Cashandra Slingerland | Sudafrica |
| 9    | Campionati africani - In linea   | CC   | Cashandra Slingerland | Sudafrica |

## Classifiche
Risultati finali.
| Pos. | Corridore           | Squadra       | Punti    |
| ---- | ------------------- | ------------- | -------- |
| 1    | Marianne Vos        | DSB Bank      | 1 229    |
| 2    | Judith Arndt        | Columbia      | 1 206,66 |
| 3    | Ina-Yoko Teutenberg | Columbia      | 616,16   |
| 4    | Nicole Cooke        | Halfords Bik. | 536      |
| 5    | Fabiana Luperini    | Menikini      | 530      |
| 6    | Emma Johansson      | AA-Drink      | 529      |
| 7    | Trixi Worrack       | Nürnberger    | 501,66   |
| 8    | Christiane Soeder   | Cervélo       | 495      |
| 9    | Kristin Armstrong   | Cervélo       | 488      |
| 10   | Suzanne de Goede    | Nürnberger    | 436      |

| Pos. | Squadra                     | Punti    |
| ---- | --------------------------- | -------- |
| 1    | Team Columbia Women         | 2 470,98 |
| 2    | Team DSB Bank               | 1 648,25 |
| 3    | Cervélo-Lifeforce           | 1 559    |
| 4    | Eq. Nürnberger Versicherung | 1 420,32 |
| 5    | AA-Drink Cycling Team       | 1 130    |
| 6    | Team Flexpoint              | 1 090,16 |
| 7    | Menikini-Selle Italia       | 907,5    |
| 8    | Gauss-RDZ-Ormu              | 901      |
| 9    | Bigla Cycling Team          | 684,75   |
| 10   | Team Halfords Bikehut       | 592      |

| Pos. | Nazione       | Punti    |
| ---- | ------------- | -------- |
| 1    | Germania      | 2 926,64 |
| 2    | Paesi Bassi   | 2 565,66 |
| 3    | Italia        | 1 612    |
| 4    | Stati Uniti   | 1 341,25 |
| 5    | Svezia        | 1 172,75 |
| 6    | Gran Bretagna | 959      |
| 7    | Svizzera      | 885,75   |
| 8    | Australia     | 714      |
| 9    | Lituania      | 706,66   |
| 10   | Russia        | 621,25   |